# Немачка кухиња
Кухиња Немачке се састоји од много различитих локалних или регионалних кухиња, одражавајући савезну историју земље. Сама Немачка је део веће културне регије, Централне Европе, која дели многе традиције са суседним земљама као што су Пољска и Чешка. Јужни региони, попут Баварске и Швапске, деле јела са аустријском и деловима швајцарске кухиње. 
Мишелинов водич за 2015. доделио је 11 ресторана у Немачкој три звездице, највишу ознаку, док је још 38 добило две, а 233 једну звездицу.  Ажурирано: новембар 2017.  Немачка је имала четврти највећи број Мицхелин ресторана са три звездице на свету, после Јапана, Француске и Сједињених Држава. 

## Топла храна

### Месо
Просечна годишња потрошња меса је 59.7 kg особи. Најчешће сорте су свињетина, живина и говедина. Друге врсте меса су широко доступне, али се сматрају безначајним.
У Немачкој постоји дуга традиција прављења кобасица; више од 1.500 различитих врста кобасица су израђени.     Само у Немачкој, продаја донер кебаба достиже запањујућих више од 3,5 милијарди евра сваке године, а дневно се конзумира 600 тона донер меса, што га чини једним од најпопуларнијих артикала брзе хране у земљи.  

### Риба
Данас су многе морске рибе, као што су свежа харинга, туњевина, скуша, лосос и сардине, добро познате широм земље.   Пре индустријске револуције и загађења река које је уследило, лосос је био уобичајен у рекама Рајни, Лаби и Одри и тек је полако почео да се враћа заједно са растућом свешћу о питањима животне средине и мерама које су из тога произашле, као што је стање -уметничка канализациона постројења, смањење пољопривредних наноса и др.

### Поврће
Поврће се често користи у чорбама или супама од поврћа, али се служи и као прилог. Шаргарепа,  карфиол,   репа,  спанаћ,  грашак,  пасуљ, броколи и многе врсте купуса су веома честе.   Пржени лук је уобичајен додатак многим месним јелима широм земље. Око 1900. шаргарепа се понекад пекла у води, а уместо кафе користила се супа. 
Шпаргле су популарно сезонско прилог или главно јело са годишњом потрошњом по глави становника - 15 kg.  Бела сорта је посебно популарна у Немачкој и чешћа је од зелених шпарога.   Ресторани ће понекад посветити цео мени само белим шпарглама када је сезона. 

## Структура оброка
Доручак се обично састоји од хлеба, тоста или пецива са путером или маргарином, нарезака, сирева, џема, меда и јаја (обично куваних).    Уобичајена пића за доручак су кафа, чај, млеко, какао (топли или хладни) или воћни сокови. 
Традиционално, главни оброк дана био је ручак који се једе око поднева.  Вечера је увек била мањи оброк, често се састојао само од разних хлебова, меса или кобасица, сира и неке врсте поврћа, слично доручку, или евентуално сендвича. 

## Прилози уз јело
Резанци, направљени од пшеничног брашна и јаја, обично су дебљи од италијанске равне тестенине. Нарочито у југозападном делу земље, преовлађујућа сорта резанаца су Шпецле,  направљени са великим бројем јаја и Маулташне, традиционални пуњени резанци који подсећају на равиоле.
Поред резанаца, чест је кромпир.  Кромпир је ушао у немачку кухињу крајем 17. века, а био је скоро свеприсутан у 19. веку и од тада. 
Такође су уобичајене кнедле    и у јужној Немачкој резанци од кромпира, који су слични италијанским њокама.
Салате, такође модерне варијације, као и вегетаријанска јела постају све популарнија у Немачкој. 

## Зачини
Са изузетком сенфа за кобасице, немачка јела су ретко љута и зачињена;  најпопуларније биље и зачини су традиционално першун, мајчина душица, ловор, власац, црни бибер (користи се у малим количинама), бобице клеке, мушкатни орашчић и ким . Свеж копар је веома чест у зеленој салати или рибљем филеу.
Сенф (Сенф ) је веома чест додатак кобасицама и може да варира у јачини.      Немачки сенф је обично знатно мање кисео од америчких сорти.

## Десерти
Широм земље се служи широк избор колача, торти и колача,   који се најчешће праве од свежег воћа. Јабуке, шљиве, јагоде и трешње се редовно користе у колачима. Чизкејк је такође веома популаран.Шварцвалд торта је вероватно најпознатији пример широког спектра типично немачких торти пуњених шлагом или кремом од путера. 
Немачке крофне (које немају рупу) су обично куглице од теста квасца са џемом или другим надеевима у зависности од региона.  
Популаран десерт у северној Немачкој је Роте Грутзе, пудинг од црвеног воћа, који се прави од црне и црвене рибизле, малине, а понекад и јагоде или трешње куване у соку са кукурузним скробом као згушњивачем. 
Сладолед и шербети су такође веома популарни. 

## Празници
На божићне дане након Бадње вечери, печена гуска је главна јела за Божић.   Понекад се замењује европским шараном,  посебно у јужним областима. Шаран се исече на комаде, премаже презлом и пропржи на масти. Уобичајени прилози су кромпир салата, салата од краставца или кромпир.
- Чоколадни ускршњи зец
- Октоберфест медењак
- Печена божићна гуска
- Божићни колачићи
- Нова година

Осим Божића, скоро сви други хришћански празници и годишња доба имају посебна јела повезана са њима, која се разликују по регионима и по деноминацији. Ускршње доба, на пример, обично се повезује са фарбаним ускршњим јајима, остербротом и оброком од слатководне рибе на Велики петак. 

## Хлеб
Хлеб  је значајан део немачке кухиње, са највећом разноврсношћу хлеба на свету.  У око 13.000 пекара производи се око 3000 врста хлеба  и 1200 различитих врста пецива и пецива  . 
Хлеб се обично служи за доручак (често се замењује пецивом) и увече као (отворени) сендвичи, али ретко као прилог уз главни оброк (популарно, на пример, уз динстање или супу). 
Пецива, позната у Немачкој као Бротхен,  што је умањеница од Брот, уобичајени су у немачкој кухињи.  Типична порција је ролат пресечен на пола и намазан путером или маргарином.  Сир, мед, џем, нутела, нарезак као што је шунка,  риба или конзерве се затим стављају између две половине, или на сваку половину посебно.

## Пића
Пиво је веома уобичајено у свим деловима Немачке, са многим локалним и регионалним пиварама које производе широк избор пива. 

Вино је такође популарно широм земље. Немачко вино долази претежно из области дуж горње и средње Рајне и њених притока. 
Кафа је такође веома честа,  не само за доручак, већ и уз парче торте поподне, обично недељом или посебним приликама и рођенданима. То је углавном филтер кафа, која је слабија од еспреса. Кафетерије су такође веома честе у Немачкој.  Чај је чешћи на северозападу. Немачка има десету највећу потрошњу кафе по глави становника у свету. 

## Регионална кухиња
Немачка регионална кухиња се може поделити на многе варијанте као што су баварска кухиња (јужна Немачка) или тириншка (централна Немачка) и доњосаксонска кухиња. 

### Баден-Виртемберг
Југозападна немачка држава се дели на Баден и Швапску, чија се кухиња мало разликује. Позната јела Баден-Виртемберга су маулташне, спатзле и шварцвалд торта.

### Баварија
Баварске војводе, посебно породица Вителсбах, развиле су баварску кухињу и оплемениле је да буде презентована краљевском двору. Баварци су већ у почетку били блиско повезани са својим суседима у Аустрији кроз језичке, културне и политичке сличности, што се одразило и на кухињу.
Баварска је део југоисточне Немачке, укључујући град Минхен и простире се на немачке границе са Аустријом и Чешком. Регион се налази на вишим надморским висинама и познат је по приносу репе и кромпира, као и по производњи финог пива.

### Франконија
Франконија, главни регион који се састоји отприлике од северне половине Баварске, има своју посебну кухињу. Карактеристика франканске хране би укључивала сосове, храну добијену од кромпира, разно месо и, наравно, хлеб. Франконија је позната широм Немачке по својој тешкој храни прекривеној умаком. 

### Хамбург
Због своје вековне историје као лучког града, традиционална кухиња Хамбурга је веома разноврсна и укусна јер је снабдевање намирницама било безбедно. Све до 20. века, углавном га је карактерисао широк избор различитих врста рибе из реке Лабе и брз приступ Северном мору и Балтичком мору, који су били удаљени око 100 километара од центра града. 
Међународна трговина учинила је зачине и егзотичне прехрамбене артикле из Азије и Јужне Америке доступним од 16. века, и они су убрзо уграђени у грађанске кухиње. 

### Хесен
Типични за Хесен су Франкфуртер Рипхен, свињски котлет са шиљцима, који се често служи уз кисели купус и пире кромпир.
Такође из Хесена долази франкфуртски зелени сос. Реч је о хладном сосу на бази павлаке са локалним зачинским биљем боражине, кребуља, крешу, першуна, пимпинела, кисељака и власца. Зелени сос се најчешће служи уз кромпир и кувана јаја.

### Палатинате/Пфалз
Кухиња Фалачка, региона на југу Рајне-Палатината, у великој мери је одређена регионалним јелима. Понекад су прилично срдачни, не само зато што су рецепти за кување понекад развијени у временима потребе или у контексту тешког физичког рада.
Вероватно најпознатије јело је Пфалзер Саумаген, свињски стомак пуњен кобасичним месом, сланином, кромпиром и зачинима. Јело је постало познато као омиљено јело савезног канцелара Хелмута Кола, који је посебно уживао у сервирању овог јела на државним пријемима.

### Турингија
Пшеница, грожђе, шећерна репа и јечам добро расту, заједно са разним поврћем које расте у близини Ерфурта, главног града државе. Парадајз, зелена салата, пасуљ, лук и краставци се узгајају у источном делу региона у близини Јене. Тирингија је друга по величини регија у Немачкој за узгој биља; град Келеда се некада сматрао „градом пеперминта“, где су се узгајивачи биља окупљали да би проучавали узгој биља. 
Најпознатије намирнице из Тирингије су тириншке кобасице и тириншке кнедле. Држава је позната и по кобасицама; куване на пари, љуштене и сушене сорте су све припремљене. 

### Саксонија
Генерално, кухиња је веома издашна и карактерише многе специфичности централне Немачке, као што су велики избор сосова који прате главно јело и кнедле служе као прилог уместо кромпира, тестенине или пиринча. Такође се много слатководне рибе користи у саксонској кухињи, посебно шаран и пастрмка, као што је случај широм Централне и источне Европе.

## Међународни утицаји
Продавнице колонијалне робе прошириле су се тек у 19. и раном 20. веку и донеле су широј публици луксузну робу попут какаоа, кокоса, ретких егзотичних зачина, кафе и (не-биљног) чаја.
Индијска,  вијетнамска, тајландска и друге азијске кухиње брзо добијају на популарности од раних 2000-их. 

## Прехрамбена индустрија
Немачка је трећи највећи пољопривредни произвођач у Европској унији  и трећи највећи пољопривредни извозник у свету. У 2013. немачки извоз хране вредео је око 66 милијарди евра.  Неколико прехрамбених производа су међународно познати брендови. 
- Гумене меде
- Јегермајстер
- Мини переце
- Чоколада
- Либекерски марципан